# انویس
انویس (به انگلیسی: Anoice) نام گروه ژاپنی پست راک و کلاسیک مدرن ژاپنی است که در سال ۲۰۰۴ در توکیو شروع به فعالیت کرد.
اولین آلبوم آنها به نام بازداری در سال ۲۰۰۶ توسط نشر ایمپورتنت رکوردز واقع در آمریکا منتشر شد. دومین آلبوم آنها به نام نپخته در هتل خرابه ضبط و توسط نشر اختصاصی آنها در توکیو به نام روکو منتشر شد. آنها سپس سومین آلبوم خود که با بازخورد تحسین‌آمیز و گسترده مواجه شد، به نام باران سیاه را در سال ۲۰۱۲ توسط روکو و ایمپورتنت رکوردز منتشر کردند. اعضای انویس به صورت تکی و همچنین در گروه‌ها و پروژه‌های دیگر از جمله RiLF, mokyow, cru نیز فعالیت می‌کنند و موسیقی متن فیلم نیز می‌سازند.

## آثار

### آلبوم‌ها
انویس
- Remmings- ۲۰۰۶
- Out of Season -۲۰۰۸
- The Black Rain -۲۰۱۲
- into the shadows -۲۰۱۵
- ۲۰۱۹- Ghost In The Clocks

تاکاشیرو کیدو
- a Short Happy Life -۲۰۰۵
- in my Time -۲۰۰۷
- Fleursy Music -۲۰۰۸
- Fairy Tale -۲۰۱۱
- The New World -۲۰۱۶

یوکی موراتا
- Films -۲۰۰۶
- Home -۲۰۰۶
- Gift -۲۰۱۴

RiLF
- Ferris Wheel -۲۰۱۰

فیلم‌ها
- Messenger -۲۰۱۰
- a forbidden garden -۲۰۱۳
- signs from the past -۲۰۱۶

موکیو
- Variations for Spiegel -۲۰۰۸

cru
- re-Silence -۲۰۰۶